# 9 Andromedae
9 Andromedae este o stea din constelația Andromeda.
1. ↑  TESS Eclipsing Binary Stars. I. Short-cadence Observations of 4584 Eclipsing Binaries in Sectors 1–26[*] Verificați valoarea |titlelink= (ajutor)
2. ↑  Up-to-date linear elements of eclipsing binaries (PDF)